# Martín Vázquez (árbitro)
Martín Emilio Vázquez Broquetas (14 de enero de 1969) es un árbitro de fútbol. Fue uno de los árbitros seleccionados para la Copa Mundial de Fútbol de 2010.

## Trayectoria

### Nacional
Arbitra en la Primera División Profesional de Uruguay desde el año 1999.
Demostrando ser gran hincha del Club Nacional de Football 

### Internacional
Internacional desde el año 2001, Vázquez arbitró algunos partidos de la Clasificación de Conmebol para la Copa Mundial de Fútbol de 2006. En 2008 arbitró 3 partidos del Torneo masculino de fútbol en los Juegos Olímpicos de Pekín 2008 entre los que se destaca la semifinal entre Argentina y Brasil. Se le recuerda, en este año 2008, el desastroso desempeño que tuvo en el partido de ida de la semifinal de la Copa Libertadores disputado entre el América de México y la Liga de Quito, donde perjudico descaradamente al equipo de Ecuador. En 2009 tuvo la gran chance de estar en la final de la Copa Mundial de Fútbol Sub-17 de 2009 en la que Suiza le ganó a Nigeria. 
En mayo de 2010 uno de los asistentes del árbitro paraguayo Carlos Amarilla no pudo pasar la prueba. Por consiguiente la FIFA decidió convocar a Vázquez para reemplazar a la terna paraguaya.